# Saint-Savournin
Saint-Savournin é uma comuna francesa na região administrativa da Provença-Alpes-Costa Azul, no departamento de Bouches-du-Rhône. Estende-se por uma área de 5,89 km². Em 2010 a comuna tinha 3 442 habitantes (densidade: 584,4 hab./km²).